# الکال (ویرجینیای غربی)
الکال، غرب ویرجینیا (به انگلیسی: Alkol, West Virginia) یک منطقهٔ مسکونی در ایالات متحده آمریکا است که در ویرجینیای غربی واقع شده‌است.